# Municipio IV (2001-2013)
Pour les articles homonymes, voir Municipio IV (2013).

Localisation de l'ancien Municipio IV sur la carte administrative de Rome avant 2013.

Le  Municipio IV, dit Monte Sacro, est une ancienne subdivision administrative de Rome constituée de la partie septentrionale de la ville.

## Historique
En mars 2013, il est remplacé par le Municipio III.

## Subdivisions
Le Municipio IV était composé des quartiers de :  
- Monte Sacro,
- Trieste (partiellement)
- Monte Sacro Alto,

et des zones de :
- Casal Boccone,
- Casale Nei,
- Castel Giubileo,
- Marcigliana,
- Porta di Roma,
- Tor San Giovanni,
- Val Melaina.

Il était également divisé en treize zones urbanistiques :
- 4A - Monte Sacro
- 4B - Val Melaina
- 4C - Monte Sacro Alto
- 4D - Fidene
- 4E - Serpentara
- 4F - Casal Boccone
- 4G - Conca d'Oro
- 4H - Sacco Pastore
- 4I - Tufello
- 4L - Aeroporto dell'Urbe
- 4M - Settebagni
- 4N - Bufalotta
- 4O - Tor San Giovanni